# Peter Bosz
Peter Bosz (Apeldoorn, 21 de novembro de 1963) é um técnico e ex-jogador neerlandês que atuava como meia. Atualmente está no PSV Eindhoven.
Pela seleção nacional, jogou oito partidas e não marcou nenhum gol. Como técnico comandou o Ajax na temporada 2016-17, onde levou a equipe ao vice-campeonato da Europa League.

## Títulos
Heracles Almelo
- Eerste Divisie: 2004–05

PSV Eindhoven
- Supercopa dos Países Baixos: 2023, 2025[2]
- Eredivisie: 2023–24, 2024–25